# Smile (албум)
Smile је шести студијски албум америчке певачице Кејти Пери. Издат је 28. августа 2020. за Capitol Records, три године након њеног прошлог албума, Witness (2017). Албуму су предходили синглови Daisies и Smile, а такође ће садржати и кејтине самосталне синглове из 2019. — Never Really Over и Harleys in Hawaii. Пери је албум описала као „путовање ка светлости, са причама о отпорности, нади и љубави”.

## Списак песама
| №               | Назив                    | Трајање |  |
| 1.              | Never Really Over        | 3:43    |  |
| 2.              | Cry About It Later       | 3:09    |  |
| 3.              | Teary Eyes               | 3:02    |  |
| 4.              | Daisies                  | 2:54    |  |
| 5.              | Resilient                | 3:07    |  |
| 6.              | Not the End of the World | 2:58    |  |
| 7.              | Smile                    | 2:46    |  |
| 8.              | Champagne Problems       | 3:16    |  |
| 9.              | Tucked                   | 3:07    |  |
| 10.             | Harleys in Hawaii        | 3:05    |  |
| 11.             | Only Love                | 3:18    |  |
| 12.             | What Makes a Woman       | 2:11    |  |
| Укупно трајање: | Укупно трајање:          | 36:36   |  |

## Историја издавања
| Регија | Датум            | Формат                                                    | Верзија    | Дискографска кућа | Реф.        |
| ------ | ---------------- | --------------------------------------------------------- | ---------- | ----------------- | ----------- |
| Разно  | 28. август 2020. | касета ЦД виртуелно преузимање стриминг грамофонска плоча | стандардна | Capitol           | [ 1 ]       |
| Разно  | 28. август 2020. | ЦД                                                        | додатна    | Capitol           | [ 2 ]       |
| САД    | 28. август 2020. | ЦД ЛП                                                     | додатна    | Capitol           | [ 3 ] [ 4 ] |